# أرييل ساليناس
أرييل ساليناس (بالإسبانية: Ariel Salinas)‏ (9 مارس 1989 في تشيلي - ) هو لاعب كرة قدم تشيلي في مركز الوسط. لعب مع كولو-كولو وتراساندينو دي لوس أنديس ‏ وA.C. Barnechea ‏ واتحاد سان فيليبي ‏ وDeportes Pintana ‏.

## وصلات خارجية
- أرييل ساليناس على موقع قاعدة بيانات كرة القدم.إي يو (الإنجليزية)
- أرييل ساليناس على موقع Soccerway.com (الإنجليزية)
- أرييل ساليناس على موقع عالم كرة القدم.نت (الإنجليزية)